# Michael Gurdus

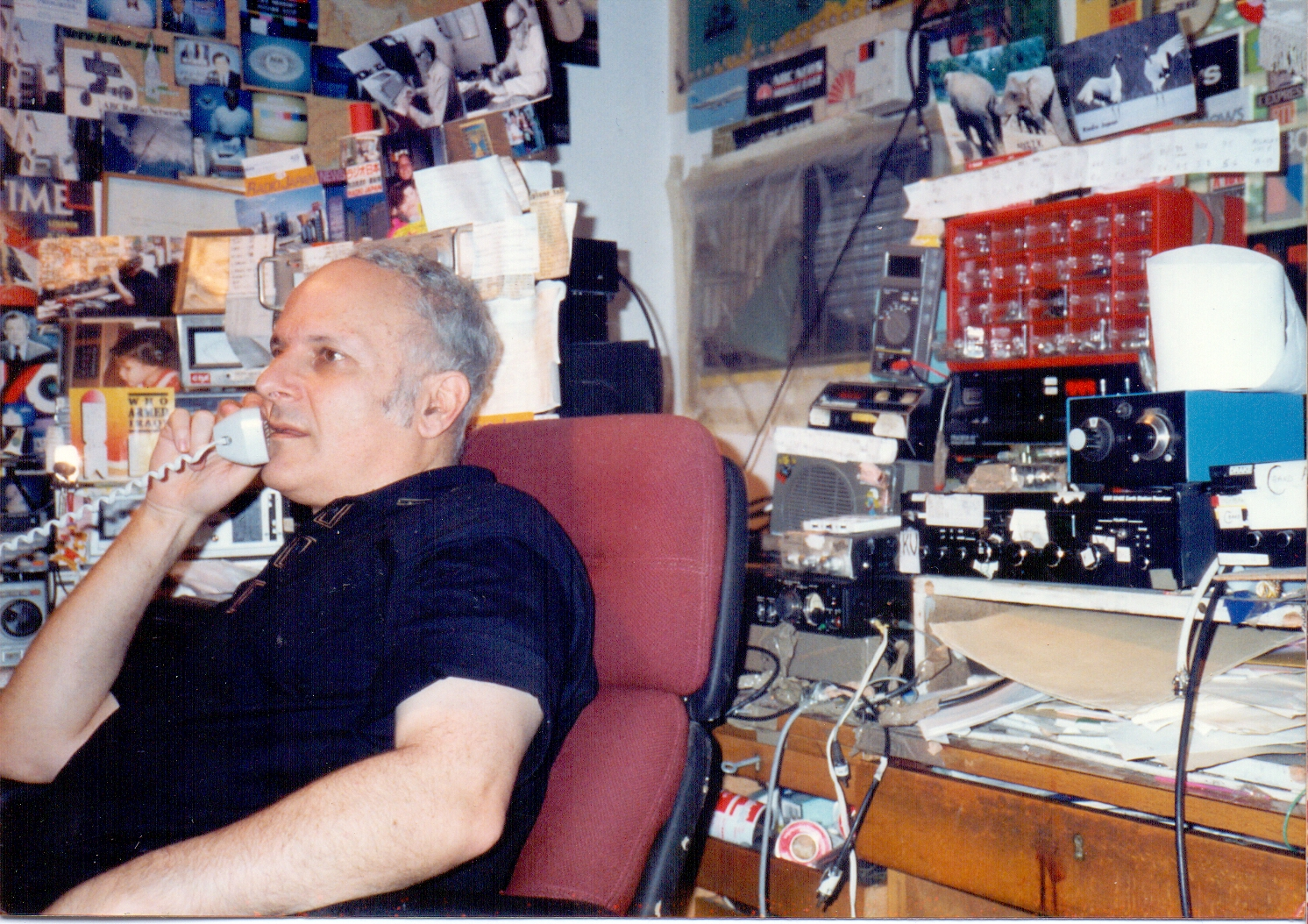
Michael Gurdus

Michael „Mickey“ Gurdus (* 9. November 1944 in Tel Aviv; † 28. November 2017 in Jehud) war ein israelischer Journalist und Abhörspezialist. In Deutschland wurde er bekannt, weil durch seine Indiskretion die Befreiung der entführten Lufthansa-Maschine Landshut gefährdet wurde.

## Leben
Das Interesse für Funktechnik übernahm Gurdus von seinem Vater, der in den zwanziger Jahren in Warschau für eine Londoner Zeitung Radioprogramme und Morsenachrichten auswertete. Gurdus Eltern flohen 1939 nach Palästina. Gurdus studierte Orientalistik und Politikwissenschaft an der Universität Tel Aviv. Von 1968 bis 2014 überwachte er für die israelische Radiobehörde den internationalen Funkverkehr sowie ausländische Radio- und Fernsehsender. Es kam ihm zugute, dass er fünf Sprachen beherrschte. Im Zuge seiner Tätigkeit gelang ihm eine Reihe von spektakulären Enthüllungen, die über israelische Medien häufig international Beachtung fanden.
1968 erfuhr Gurdus als erster von einem Kommandounternehmen Israels gegen den Flughafen von Beirut, bei dem israelische Fallschirmjäger 14 Passagierflugzeuge in die Luft sprengten.
Während des Jom-Kippur-Kriegs verfolgte Gurdus im ägyptischen Fernsehen, wie dort israelische Kriegsgefangene vorgeführt wurde. Das Militär konnte damit viele als tot oder vermisst gemeldete Soldaten identifizieren. Während des Putsches auf Zypern 1974 verhinderte er die Ermordung des Staatschefs Erzbischof Makarios III., in dem er einen Funkspruch von diesem auffing und britische Soldaten ihn retten konnten. Im gleichen Jahr hörte Gurdus während der Watergate-Affäre ein Telefongespräch von Alexander M. Haig, Stabschef des Weißen Hauses, ab, in dem dieser Anweisung gab, Telefonmitschnitte nicht an die Ermittler herauszugeben.
Gurdus meldete als erster die Entführung einer Air-France-Maschine nach Entebbe, die mit der Befreiung der Geiseln durch eine israelische Militäroperation endete. Während der Entführung der Landshut hörte Gurdus den Funkverkehr der deutschen Behörden, ihrer Flugzeuge und der GSG 9 ab. Das israelische Fernsehen meldete daraufhin die geplante Befreiungsaktion vier Stunden vor deren Beginn. Damit war ihr Erfolg massiv gefährdet. Politischer Druck der Bundesregierung verhinderte, dass die Nachricht weiter verbreitet wurde. Bundeskanzler Helmut Schmidt nannte Gurdus wegen der Indiskretion ein „Riesenarschloch“.